# Achim Richter
Achim Richter (Dresda, 21 settembre 1940) è un fisico tedesco.
È stato professore presso l'istituto di fisica nucleare dell'Università tecnica di Darmstadt dal 1974 al 2008. Dal 1º novembre 2008 al 2012 è stato direttore del "Centro europeo per gli studi teorici in fisica nucleare e delle aree correlate (ECT *)" della Fondazione Bruno Kessler sita nella città di Trento (Italia).
Nato nella Germania dell' est, fuggì a Berlino Ovest per motivi ideologici e politici nel 1959. Richter, insieme al suo staff, ha ottenuto importanti risultati nella ricerca dello sviluppo degli acceleratori di elettroni con superconduttori S - DALINAC a Darmstadt, che, fra l'altro, è stato il primo acceleratore di questo tipo in Europa, ed inoltre nella progettazione e nella configurazione del primo Laser a elettroni liberi (FEL) in Germania.
I suoi campi di lavoro scientifici coprono un ampio spettro nel campo della fisica Nucleare e della fisica atomica, ma anche nella fisica delle Radiazioni, nella fisica degli acceleratori e dei sistemi dinamici non lineari.

## Onorificenze
Richter ha vinto numerosi premi e riconoscimenti:
- Universitätspreis 1964 per la Fisica
- 1990 Membro della Royal Society of South Africa
- 1992 Max-Planck-Forschungspreis
- 1995 Dottore honoris causa della Università di tecnologia Chalmers di Göteborg / Svezia
- 1996 Dottore honoris causa dell'Università di Gand / Belgien
- 1996 Membro della Heidelberger Akademie der Wissenschaften
- 2000 Dottore honoris causa dell'Università del Witwatersrand, Johannesburg / Sud Africa
- 2000 Dottorato onorario della Kharkiv National University / Ucraina
- 2001 Stern-Gerlach-Medaille della Deutschen Gesellschaft Physikalischen
- 2002 Fellow della American Physical Society
- 2005 Membro della Royal Society of Arts and Sciences a Göteborg / Svezia
- 2006 Tage Erlander Professur dei Consigli di ricerca svedesi
- 2007 Ordine al Merito dello Stato di Hessen
- 2010 Membro della Royal Society fisiografica in Lund, Svezia
- 2010 Membro della Deutsche Akademie der Naturforscher Leopoldina, Halle (Saale)